# TI-80

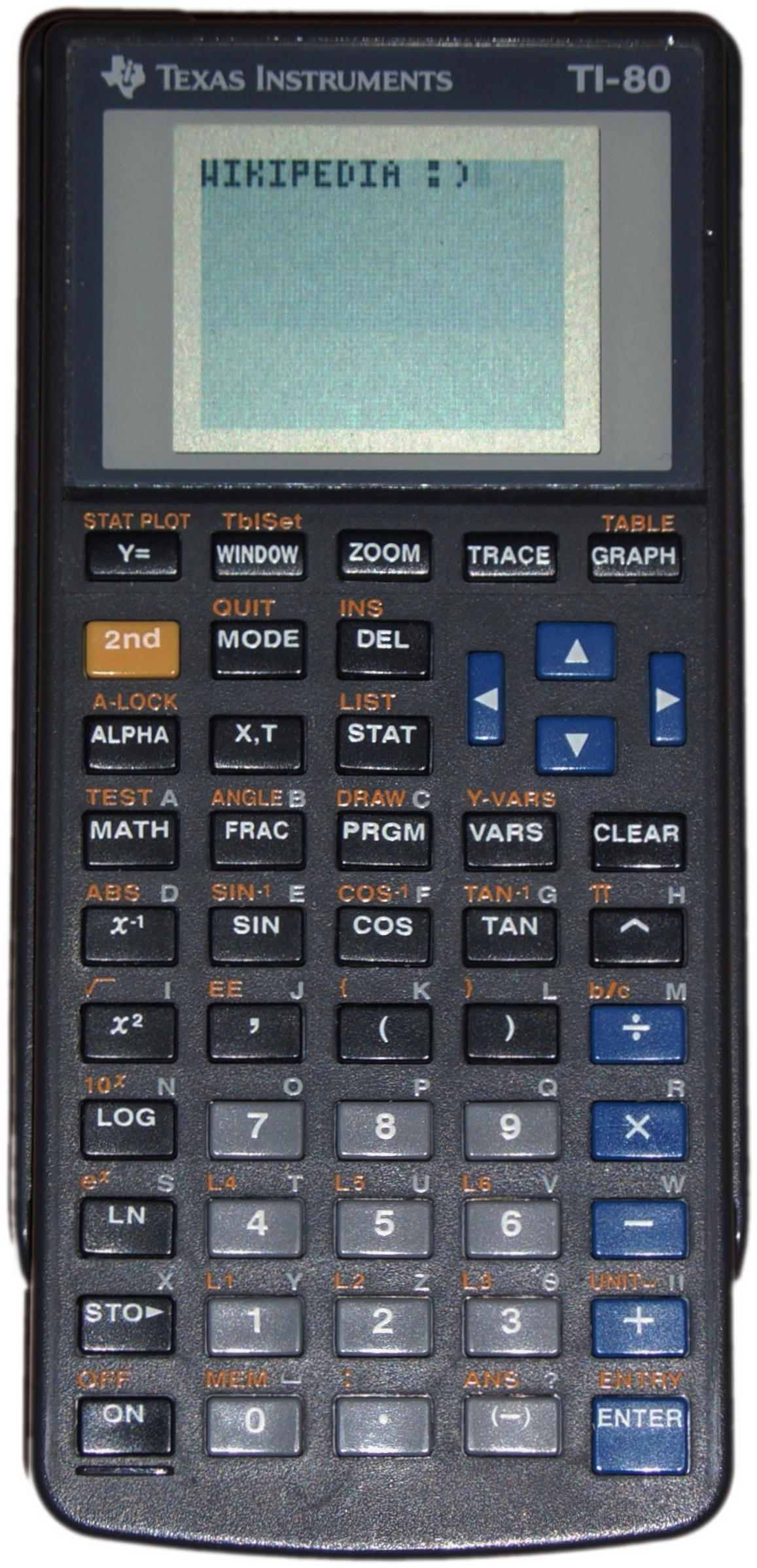
La TI-80.

La TI-80 fue una calculadora gráfica hecha por Texas Instruments (TI), diseñada en 1995 originalmente para ser usada a nivel de la escuela media (grados 6-9).
La TI-80 tenía la pantalla más pequeña y el procesador más lento de cualquier calculadora gráfica de la serie TI (un procesador propietario de 980 kHz). En comparación, la TI-81 disponía de un procesador Zilog Z80 de 2 MHz. Sin embargo, la TI-80 tenía 7 KB de RAM (comparada con solo 2 KB de la TI-81). La TI-80 también tenía más funciones incorporadas que la TI-81, como por ejemplo, funciones de listas y tablas, y conversiones de fracciones y decimales. Al igual que la TI-81, la TI-80 no disponía de un puerto conexión. La TI-80 fue también la única calculadora gráfica que usaba 2 baterías de litio CR2032 en vez de las 4 baterías AAA estándar con una batería de respaldo de litio.
Desde su lanzamiento, ha sido reemplazada por las superiores TI-73 y TI-73 Explorer y su producción cancelada.